# Dendromus messorius
Dendromus messorius é uma espécie de roedor da família Nesomyidae.
Apenas pode ser encontrada no Benin, Togo, Camarões e na República Democrática do Congo.